# Dagang

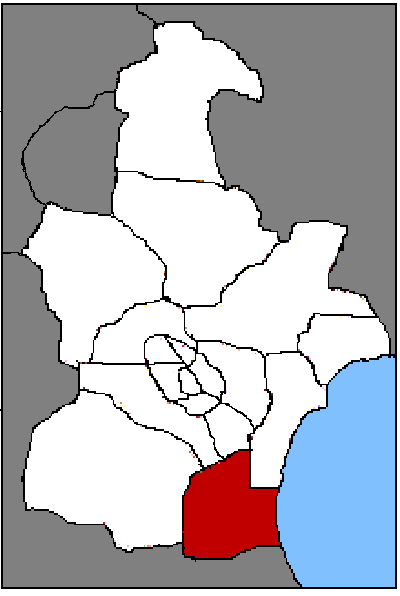
Lage Dagangs in Tianjin

Dagang (chinesisch 大港区, Pinyin Dàgǎng Qū) war ein Stadtbezirk der regierungsunmittelbaren Stadt Tianjin in Nordchina. Dagang hatte eine Fläche von 940 km² und ca. 350.000 Einwohner (Ende 2004).

## Administrative Gliederung
Auf Gemeindeebene setzte sich Dagang aus fünf Straßenvierteln und drei Großgemeinden zusammen. Diese waren:
- Straßenviertel Yingbin (迎宾街道);
- Straßenviertel Shengli (胜利街道);
- Straßenviertel Gulin (古林街道);
- Straßenviertel Haibin (海滨街道);
- Straßenviertel Gangxi (港西街道);
- Großgemeinde Taiping (太平镇);
- Großgemeinde Xiaowangzhuang (小王庄镇);
- Großgemeinde Zhongtang (中塘镇).

## Auflösung
Zum 31. Dezember 2009 wurde der Stadtbezirk Dagang aufgelöst und seine Fläche Bestandteil des "Neuen Stadtbezirks" Binhai.